# Championnat du Suriname de football 2002-2003
Navigation
Saison précédente Saison suivante
La saison 2002-2003 du Championnat du Suriname de football est la soixante-septième édition de la Hoofdklasse, le championnat de première division au Suriname. Les quatorze formations de l'élite sont réunies au sein d'une poule unique où elles s'affrontent deux fois au cours de la saison. À l'issue du championnat, les deux derniers du classement sont relégués tandis que les 11e et 12e doivent disputer un barrage de promotion-relégation.
C'est le FCS Nacional qui remporte la compétition cette saison après avoir terminé en tête du classement final, avec deux points d'avance sur le SV Robinhood et neuf sur le SV House Of Billiard. Il s’agit du tout premier titre de champion du Suriname de l'histoire du club.

## Les clubs participants
- SV Voorwaarts
- Sportvereniging Nationaal Leger
- SV DEGO
- SV Leo Victor
- Inter Moengotapoe
- Royal'95
- SV House Of Billiards
- SCSV Kamal Dewaker - Promu de Eerste Klasse
- SV Ricanaumoffo
- FCS Nacional
- Walking Bout Company - Promu de Eerste Klasse
- SV Transvaal
- Jai Hind Nickerie
- SV Robinhood

## Compétition
Le barème de points servant à établir le classement se décompose ainsi :
- Victoire : 3 points
- Match nul : 1 point
- Défaite : 0 point

### Classement
| Rang | Équipe                          | Pts | J  | G  | N | P  | Bp | Bc | Diff |
| ---- | ------------------------------- | --- | -- | -- | - | -- | -- | -- | ---- |
| 1    | FCS Nacional                    | 52  | 24 | 16 | 4 | 4  | 61 | 21 | +40  |
| 2    | SV Robinhood                    | 50  | 24 | 16 | 2 | 6  | 58 | 35 | +23  |
| 3    | SV House of Billiards           | 43  | 24 | 12 | 7 | 5  | 56 | 32 | +24  |
| 4    | SV VoorwaartsT                  | 39  | 24 | 12 | 3 | 9  | 40 | 33 | +7   |
| 5    | SV Leo VictorC                  | 36  | 24 | 10 | 6 | 8  | 45 | 42 | +3   |
| 6    | SV Transvaal -2                 | 35  | 24 | 11 | 4 | 9  | 44 | 41 | +3   |
| 7    | Walking Bout CompanyP           | 35  | 24 | 10 | 5 | 9  | 32 | 36 | -4   |
| 8    | Royal'95                        | 33  | 24 | 10 | 3 | 11 | 35 | 44 | -9   |
| 9    | Inter Moengotapoe               | 30  | 24 | 8  | 6 | 10 | 33 | 35 | -2   |
| 10   | SV Ricanaumoffo                 | 28  | 24 | 8  | 4 | 12 | 35 | 40 | -5   |
| 11   | SV DEGO -3                      | 26  | 24 | 9  | 2 | 13 | 33 | 41 | -8   |
| 12   | SCSV Kamal DewakerP             | 15  | 24 | 4  | 3 | 17 | 32 | 63 | -31  |
| 13   | Sportvereniging Nationaal Leger | 15  | 24 | 4  | 3 | 17 | 26 | 68 | -42  |
|      | Jai Hind Nickerie abandon       | 7   | 17 | 2  | 1 | 14 | 16 | 73 | -57  |

|  | Qualification pour la CFU Club Championship 2003                                     |
|  | Participation aux barrages de promotion-relégation                                   |
|  | Relégation en Eerste Klasse                                                          |
|  | T : Tenant du titre C : Vainqueur de la Coupe du Suriname P : Promu de Eerste Klasse |

- Le Jai Hind Nickerie abandonne le championnat à l'issue de la 18e journée, à la suite de soucis financiers. Tous ses résultats sont annulés. Le club est autorisé par la Fédération à repartir en Eerste Klasse la saison prochaine.

### Matchs

#### Barrages de promotion-relégation
Match de barrage :

Le SCSV Kamal Dewaker et le Sportvereniging Nationaal Leger ont terminé à égalité de points à la 12e place. Ils doivent donc s'affronter pour déterminer le club relégué en Eerste Klasse.
| Équipe 1           | Résultat | Équipe 2                        |
| ------------------ | -------- | ------------------------------- |
| SCSV Kamal Dewaker | 2 - 1    | Sportvereniging Nationaal Leger |

- Le Sportvereniging Nationaal Leger est relégué tandis que le SCSV Kamal Dewaker doit passer par le barrage de promotion-relégation.

Barrages :

Les deux clubs de Hoofdklasse affrontent huit formations de deuxième et troisième division. Les dix équipes sont réparties en deux poules, dont le premier est promu ou se maintient parmi l'élite et les deuxièmes se rencontrent pour déterminer le troisième club promu.
| Rang | Équipe                 | Pts | J | G | N | P | Bp | Bc | Diff |  | Résultats (▼ dom., ► ext.) | DEG | SRE | Fer | Ars |
| ---- | ---------------------- | --- | - | - | - | - | -- | -- | ---- |  | -------------------------- | --- | --- | --- | --- |
| 1    | SV DEGO (D1)           | 5   | 3 | 1 | 2 | 0 | 8  | 3  | +5   |  | SV DEGO (D1)               |     | 2-2 | 1-1 | 5-0 |
| 2    | Super Red Eagles       | 4   | 3 | 1 | 1 | 1 | 7  | 5  | +2   |  | Super Red Eagles           |     |     | 4-1 | 1-2 |
| 3    | SV Ferano              | 4   | 3 | 1 | 1 | 1 | 7  | 6  | +1   |  | SV Ferano                  |     |     |     | 5-1 |
| 4    | SV Arsenal             | 3   | 3 | 1 | 0 | 2 | 3  | 11 | -8   |  | SV Arsenal                 |     |     |     |     |
| 5    | SV Adjoema disqualifié |     |   |   |   |   |    |    |      |  |                            |     |     |     |     |

| Rang | Équipe                  | Pts | J | G | N | P | Bp | Bc | Diff |  | Résultats (▼ dom., ► ext.) | Roa | Ama | Lav | Pet | KDe |
| ---- | ----------------------- | --- | - | - | - | - | -- | -- | ---- |  | -------------------------- | --- | --- | --- | --- | --- |
| 1    | SV Road                 | 9   | 4 | 3 | 0 | 1 | 11 | 5  | +6   |  | SV Road                    |     | 7-2 | 0-2 | 1-0 | 3-1 |
| 2    | SV Amardeep             | 7   | 4 | 2 | 1 | 1 | 10 | 11 | -1   |  | SV Amardeep                |     |     | 4-2 | 1-1 | 3-1 |
| 3    | SV Lavoco               | 6   | 4 | 2 | 0 | 2 | 9  | 8  | +1   |  | SV Lavoco                  |     |     |     | 1-2 | 4-2 |
| 4    | SV Peto                 | 5   | 4 | 1 | 2 | 1 | 4  | 4  | 0    |  | SV Peto                    |     |     |     |     | 1-1 |
| 5    | SCSV Kamal Dewaker (D1) | 1   | 4 | 0 | 1 | 3 | 5  | 11 | -6   |  | SCSV Kamal Dewaker (D1)    |     |     |     |     |     |

Match de barrage :
| Équipe 1         | Résultat | Équipe 2    |
| ---------------- | -------- | ----------- |
| Super Red Eagles | 3 - 1    | SV Amardeep |

## Bilan de la saison
| Championnat du Suriname de football 2002-2003 |                                 |
| Champion                                      | FCS Nacional (1er titre)        |
| Coupes et trophées                            |                                 |
| Vainqueur de la Coupe du Suriname 2002-2003   | SV Leo Victor                   |
| Qualifications continentales                  |                                 |
| CFU Club Championship 2003                    | FCS Nacional                    |
| CFU Club Championship 2003                    | SV Robinhood                    |
| Promotions et relégations                     |                                 |
| Promus en Hoofdklasse                         | SV Road                         |
| Promus en Hoofdklasse                         | Super Red Eagles                |
| Promus en Hoofdklasse                         | SV Young Rhythm                 |
| Relégués en Eerste Klasse                     | Jai Hind Nickerie               |
| Relégués en Eerste Klasse                     | Sportvereniging Nationaal Leger |
| Relégués en Eerste Klasse                     | SCSV Kamal Dewaker              |